# Sant Miquel del Soler de Gramoneda
Sant Miquel del Soler de Gramoneda és una església que forma part de l'Inventari del Patrimoni Arquitectònic Català de Navès (Solsonès).

## Descripció
Sant Miquel del Soler de Gramoneda és una església amb volta d'arrencada gòtica i coronament arrodonit. És una església d'una sola nau i un absis modificat. Està arrebossada per fora, el que dificulta l'observació del parament, tot i que es pot veure que és un conjunt molt rústic, amb pedres de diferents mides en fileres.
La porta, al mur sud, és d'arc de mig punt adovellat. Al frontis hi ha una finestra en espitllera. La part més ben conservada és el frontis i la meitat de la nau que li és propera. L'altra meitat té un pegat groller al mur sud i a la part superior d'ambdós murs, desapareix l'encaix amb l'absis. Aquest està refet i es troba parcialment damunt un rengle de blocs amuntegats i al damunt d'un rengle de blocs rectangulars de gran mida, formant una base poligonal regular.
A l'interior, l'arc presbiteral arrenca d'una imposta de pedres trapezoïdals amb bisell. Les mides són de 3,60 x 9,60 metres.

### Notícies històriques
L'església es troba a prop de la masia del Soler de Gramoneda. El 29 de setembre se celebra la festa del sant. La masia de Soler de Gramoneda està actualment deshabitada però antigament, junt amb la masia de Grifè, havia format part de la quadra de Soler i Grifè.